# Jennifer Isacco
Jennifer Isacco (Como, 27 de febrero de 1977) es una deportista italiana que compitió en bobsleigh en la modalidad doble. 
Participó en los Juegos Olímpicos de Turín 2006, obteniendo una medalla de plata en la prueba doble (junto con Gerda Weissensteiner). Ganó una medalla de plata en el Campeonato Europeo de Bobsleigh de 2006.

## Palmarés internacional
| Juegos Olímpicos   | Juegos Olímpicos     | Juegos Olímpicos  | Juegos Olímpicos |
| Año                | Lugar                | Medalla           | Prueba           |
| ------------------ | -------------------- | ----------------- | ---------------- |
| 2006               | Turín (Italia)       | Medalla de bronce | Doble            |
| Campeonato Europeo |                      |                   |                  |
| Año                | Lugar                | Medalla           | Prueba           |
| 2006               | Sankt Moritz (Suiza) | Medalla de plata  | Doble            |